# Tablicowanie
Tablicowanie – technika programistyczna wykorzystująca strukturę nazywaną tablicą (ang. lookup table) do przechowywania przygotowanych wcześniej danych, co umożliwia zaoszczędzenie czasu wymaganego na ich obliczenie kosztem większego zużycia pamięci. Czasem możliwe jest uzyskanie danych pośrednich na podstawie stablicowanych (zob. interpolacja i ekstrapolacja), czego przykładem mogą być funkcje trygonometryczne, np. sinus: zamiast obliczać każdą wartość z osobna, np. za pomocą jego szeregów Taylora (i innych własności), można stablicować pewną liczbę punktów jednego okresu tej funkcji – błędy interpolacji można zmniejszyć kosztem lepszego jej algorytmu bądź zwiększenia liczby próbek (rozmiaru tablicy).
Tablicowanie znajduje zastosowanie wszędzie tam, gdzie obliczenia są powtarzalne, a ich przeprowadzenie wymagałoby zbyt dużo nakładów, m.in. przy programowaniu niezbyt szybkich procesorów sygnałowych czy mikrokontrolerów; zastosowanie tej techniki w bezpośredniej syntezie cyfrowej umożliwia generowanie przebiegów o dostatecznie dużych częstotliwościach w celu ich praktycznego zastosowania.